# 南西街
南西街是浙江省湖州市南浔古镇的一条街道，南市河西岸，已列入南市河历史文化街区保护范围。
南西街沿线有众多历史建筑:
- 南浔基督教堂，原名斯乐德堂，南西街12号
- 南浔商会旧址，南西街79号，湖州市文物保护单位
- 嘉业堂藏书楼及小莲庄，南西街124号，全国重点文物保护单位
- 张石铭旧居，南西街184号，全国重点文物保护单位
- 求恕里，南西街202号，湖州市文物保护单位